# SIPA1L1
SIPA1L1‏ (Signal induced proliferation associated 1 like 1) هوَ بروتين يُشَفر بواسطة جين SIPA1L1 في الإنسان.